# Głaz Kazimierza Nowakowskiego
Głaz Kazimierza Nowakowskiego – głaz pamiątkowy czczący pamięć prof. Kazimierza Bonawenturę Nowakowskiego, zlokalizowany w Poznaniu, na placu jego imienia, w bezpośrednim sąsiedztwie Ronda Jana Nowaka-Jeziorańskiego na Grunwaldzie, na osiedlu administracyjnym Św. Łazarz. Tło stanowią m.in. zabudowania osiedla urzędniczego z końca lat 20. XX w.

## Charakterystyka
Głaz upamiętnia Kazimierza Bonawenturę Nowakowskiego (1879-1952), lekarza, współtwórcę nowoczesnej chirurgii w Poznaniu, powstańca wielkopolskiego i ofiarę hitlerowskich represji.
Projektantem pomnika był Jerzy Sobociński, a odsłonięcie nastąpiło 14 listopada 1980. Fundatorami byli profesorowie Akademii Medycznej w Poznaniu oraz Fundacja Pacjentów i Rodziny w Poznaniu.
Obiekt składa się z głazu narzutowego, na którym umieszczono od strony południowej medalion z podobizną profesora oraz dwie tablice pamiątkowe (powyżej i poniżej), tworzące kompozycyjną całość.
Dojazd zapewniają autobusy miejskie – w pobliżu głazu znajduje się przystanek linii 93 w kierunku Piątkowa.